# 정순현
정순현(鄭淳賢, 1874년 6월 8일 ~ 1947년 9월 19일)은 대한제국과 일제강점기의 관료로, 본적은 경상남도 함양군 지곡면이다.

## 생애
1899년 12월 장릉참봉, 1902년 4월 대한제국 중추원 의관을 지냈으며 1908년 1월 사립함덕학교, 1912년 1월 함양 신식제지소를 설립했다. 1912년 6월 21일 경상남도 참사로 임명되었고 1914년부터 1918년까지 경상남도 지방토지조사위원회 위원을 역임했다. 1915년 11월 10일 일본 정부로부터 다이쇼대례기념장을 받았으며 1912년 5월 15일, 1914년 5월 21일, 1915년 6월 21일 조선총독부로부터 목배를 받았다. 1919년 9월 사이토 마코토 조선총독의 각 도 대표 소집에 응하여 조선총독부가 주최한 시국강연에서 경상남도 대표로 참석했다.
1919년 9월 경남자동차주식회사 중역으로 근무했으며 1920년 12월 20일, 1925년 4월 5일, 1929년 9월 11일 세 차례에 걸쳐 경상남도 관선 도평의회원으로 임명되었다. 1924년 4월 27일부터 1933년 6월 2일까지 조선총독부 중추원 참의를 역임했고 1928년 11월 16일 일본 정부로부터 쇼와대례기념장을 받았다. 1930년 경상남도 농회 부회장(1930년 6월 13일 ~ 1938년 5월 5일)과 조선농회 통상의원(1930년 12월)을 역임했다.
1932년 12월 조선 나병예방협회 경남지부설립 발기인으로 참여했으며 1934년 대구세무감독국 소득조사위원(1934년 9월 5일 임명), 경상남도 함양군 소작위원(1934년 10월 27일 임명)을 역임했다. 1935년 6월 함양교화협회를 설립했고 같은 해 10월 1일 조선총독부로부터 시정 25주년 기념표창자로서 은배 1조를 받았다.
1936년 11월 경상남도 지방미곡통제조합연합회 부회장, 1937년 8월 경상남도 총후지성회 회장을 역임했으며 1936년 12월 16일부터 1940년 12월 31일까지 경학원 강사, 1939년 11월 조선유도연합회 평의원을 역임했다. 1940년 2월 11일 조선총독부로부터 사회교화공적자로서 표창을 받았고 1941년 10월 조선임전보국단 경상남도 발기인으로 참여했다. 친일파 708인 명단의 중추원 부문, 민족문제연구소의 친일인명사전 수록자 명단의 중추원 부문과 종교 부문, 친일반민족행위진상규명위원회가 발표한 친일반민족행위 705인 명단에 포함되었다.

## 참고자료
- 친일반민족행위진상규명위원회 (2009). 〈정순현〉. 《친일반민족행위진상규명 보고서 Ⅳ-16》. 서울. 178~193쪽.